# Estación de esquí de Bukovel
Bukovel es la estación de esquí más grande de Europa del Este. Está situada en Ucrania, en la provincia de Ivano-Frankovsk al oeste del país. El complejo está ubicado casi en las crestas de los Cárpatos a una altitud de 900 metros sobre el nivel del mar, cerca del municipio de Yaremche. La estación está compuesta por 63 pistas que pueden alcanzar los 1 372 metros de altura con una longitud máxima de 2 353 metros.
Es una de las estaciones de esquí más populares de los Cárpatos ucranianos y en 2012, Bukovel fue nombrada la estación de esquí de más rápido crecimiento en el mundo.